# トラパニの聖アルベルトにスカプラリオを与えるカルミネの聖母
『トラパニの聖アルベルトにスカプラリオを与えるカルミネの聖母』（トラパニのせいアルベルトにスカプラリオをあたえるカルミネのせいぼ、伊: Sant’Alberto (o san Simone Stock) riceve lo scapolare dalla Madonna del Carmine
、英: St. Albert (or St. Simon Stock) receives the scapular from Our Lady of Mount Carmel）、または『カルミネの聖母』（カルミネのせいぼ、伊: Madonna del Carmine、英: Madonna del Carmine）は、イタリアのバロック絵画の巨匠グエルチーノが1618年にキャンバス上に油彩で制作した絵画である。チェントのサンタ・マリア・デッランヌンツィアータ聖堂 (Santa Maria dell'Annunziata) のためにアントニア・ピオンビーニ (Antonia Piombini) の遺産で制作されたが、グエルチーノに支払われた制作料が低かったため、右の2人の修道士は助手のベネデット・ザッローネによって描かれた。かつてロレンツォ・ジェンナーリに帰属されたため、ナポレオン戦争中はフランス軍による接収を免れ、1839年以来、チェントのイル・グエルチーノ市立美術館に所蔵されている。

## 作品

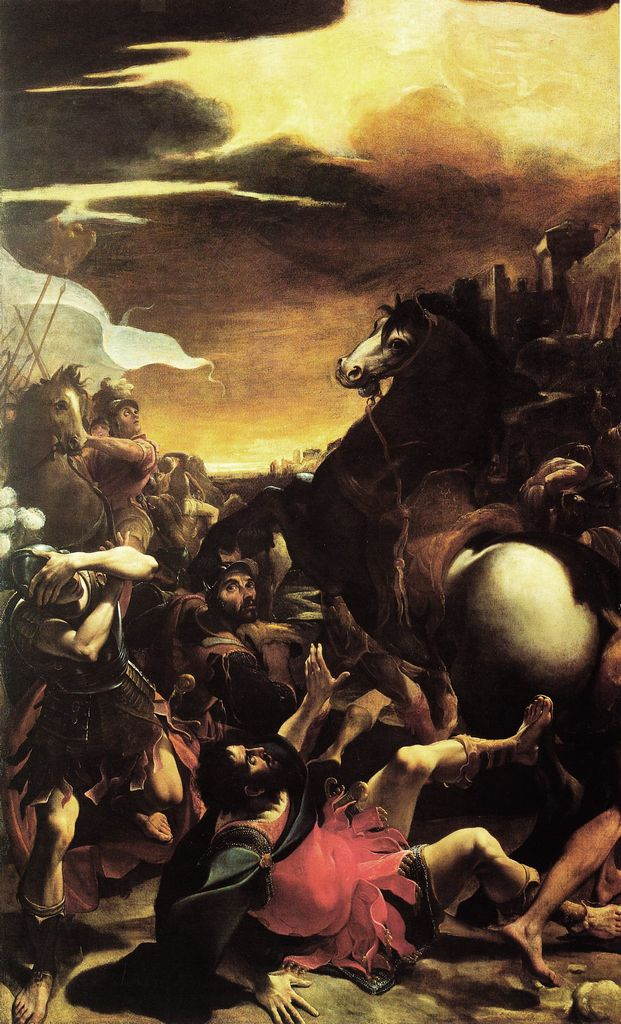
ルドヴィコ・カラッチ『サウロの回心』 (1587-1589年)、ボローニャ国立絵画館

画面に描かれているのは、聖母子がトラパニの聖アルベルトのもとに現れ、スカプラリオ (略肩衣) を授ける瞬間である。フランシスコ会修道士にとって、スカプラリオは叙階の象徴であり、右側で鑑賞者を見つめる聖フランチェスコは、鑑賞者に場面の救済的価値を理解するよう促している。
聖母マリアからスカプラリオを授けられるのは本来、カルメル会修道士シモン・シュトックのエピソードである。彼のもとに聖母が現われてスカプラリオを手渡し、臨終の時にこれを身に着けていたものは永遠の業火を免れるだろうと語ったというものである。このことに関連して、画面左下部左側では天使が煉獄の業火から魂を救いあげている。本作の寄進者 (上記のアントニア・ピオンビーニの家族) の洗礼名がアルベルトであったために、シモン・シュトックのエピソードをこの絵画では寄進者と同名の聖人によって表していると考えられる。
絵画の焦点となっているのはアルベルトの両手である。天井からの強い光によって際立つ両手は、まるで聖母子を下から支えるように、あるいは引き寄せるようにして画面の緊張を高めている。この劇的な明暗表現や伸びやかな表現には、ルドヴィコ・カラッチの『サウロの回心』 (ボローニャ国立絵画館) からの影響が示唆されてきた。伝記作者カルロ・チェーザレ・マルヴァージアによると、グエルチーノは『聖家族と聖フランチェスコ、寄進者たち』 (イル・グエルチーノ市立美術館) と並び、特に『サウロの回心』を研究して研鑽を積んだのであった。